# Christine le Duc

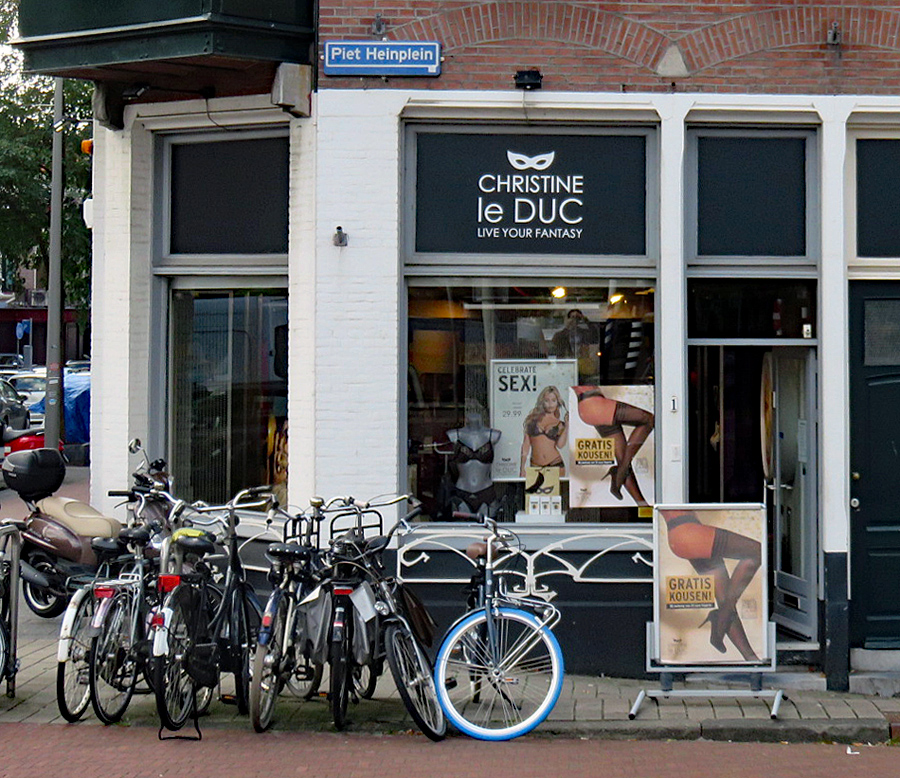
Vestiging van Christine le Duc aan het Piet Heinplein in Den Haag (2018)

Christine le Duc is een Nederlandse keten van erotische winkels opgericht in 1968. Van december 2003 tot augustus 2017 maakte het bedrijf deel uit van het Duitse Beate Uhse concern en in 2021 werden de zaken overgenomen door de EQOM Group. In 2018 telde Christine le Duc 21 filialen alsmede een webwinkel, waar in 2021 nog 5 winkels van over waren.

## Oprichting
De winkelketen werd opgericht door Hans Hartog, zoon van een hoofdpostbesteller uit Volendam, die in Amsterdam aanvankelijk een handel in Perzische tapijten dreef. In 1968 kocht hij voor 50.000 gulden een souvenirwinkeltje in de Molensteeg op de Wallen. Het droeg de naam "Pigalle" en er werden ook erotische bladen, boekjes en super 8 films verkocht. Dat gebeurde "onder de toonbank", aangezien de handel in zulk materiaal op basis van het algemene pornografieverbod nog tot 1986 illegaal was, al werden seksshops al een aantal jaren gedoogd.
Hartog verhuisde zijn zaak al snel naar de Reguliersdwarsstraat en gaf deze de naam "Eros". In 1974 vestigde Hartog zich op het Spui in een pand van voormalige platenzaak "The Electric Gramphone" van Ajaxvoorzitter Jaap van Praag waarvan Hartog het ijzeren rolluik overnam op voorwaarde dat hij het wapenschild hofleverancier nog een maand mocht gebruiken.Hij veranderde de naam van de "vrouwvriendelijke" winkel in "Christine le Duc", naar zijn vrouw Christine Hartog. Ondanks inbeslagname van de winkelvoorraad bleef hij doorgaan. Hij begon een postorderbedrijf en opende filialen op betere locaties, waarmee hij de erotiek en seksartikelen voor een groter publiek toegankelijk maakte. Tegen het jaar 2000 waren er vestigingen van Christine le Duc in enkele tientallen Nederlandse steden.

## Onderdeel van Beate Uhse
Omdat Hartog geen geschikte opvolger kon vinden, verkocht hij zijn winkelketen in 2003 aan het concern van de Duitse onderneemster Beate Uhse. Sinds 2009 ging Christine le Duc zich meer en meer op vrouwen richten, terwijl de zaak oorspronkelijk mannen als doelgroep had.
Het Commissariaat voor de Media legde het bedrijf begin 2015 een boete van 15.000 euro op, omdat het nagenoeg gratis handboeien had weggegeven. Bij de aankoop van de erotische trilogie Vijftig Tinten konden klanten voor een meerprijs van slechts 0,09 euro een set handboeien aanschaffen. Deze vorm van klantenverleiding en het daarmee ontduiken van de vaste boekenprijs was volgens het Commissariaat niet geoorloofd. Het bedrijf vond de boete voor een dergelijke onschuldige actie aan de hoge kant en overwoog in beroep te gaan.
Begin 2015 had Christine le Duc in Nederland 31 winkels verspreid over het hele land. Er werd echter besloten om 8 zaken te sluiten, vooral die op minder drukke plaatsen. In de overblijvende filialen zou het bedrijf zich nu vooral richten op vrouwen, omdat die inmiddels de belangrijkste klantengroep waren geworden. Begin 2016 maakte het bedrijf bekend dat het 13 van de 26 winkels ging sluiten, waaronder de laatste vestiging in Amsterdam, namelijk die aan het Spui.

## Opnieuw zelfstandig
Augustus 2017 maakte het noodlijdende Beate Uhse bekend dat het de winkels en webshop van dochterbedrijf Christine le Duc alsmede zijn groothandel Scala voor een bedrag van 4,05 miljoen euro verkocht had. Christine le Duc was overgenomen door een groep anonieme Nederlandse investeerders en keerde daarmee na jaren onder Duits beheer weer terug als zelfstandig Nederlands bedrijf.
In januari 2018 trad Audrey van Ham aan als de eerste vrouwelijke CEO van Christine le Duc, en halverwege dat jaar vierde het bedrijf zijn 50-jarige bestaan. In 2018 had de keten 21 winkels in Nederland en was het best verkopende product de Womanizer, een geavanceerde vibrator voor vrouwen die populair was geworden door het Sexdagboek (2018) van schrijfster Heleen van Royen.
In september 2021 werden de vijf winkels en de webshop van Christine le Duc overgenomen door de EQOM Group. EQOM is de moedermaatschappij van de online winkel in seksartikelen EasyToys, die tegelijk de Noorse seksartikelenwinkel Kondomeriet overnam.
Oprichter Hans Hartog overleed in april 2024 op 82-jarige leeftijd. 